# Say What You Will, Clarence...Karl Sold the Truck
Say What You Will Clarence...Karl Sold the Truck es el álbum debut de la banda Soul Asylum.
Fue originalmente lanzado con el nombre Say What You Will... Everything Can Happen el 24 de agosto de 1984. Vendió 6,738 copias de vinilo y 2,639 casetes antes de su lanzamiento en disco compacto en 1988, la cual incluye cinco temas adicionales. El álbum ya no se sigue sacando ni en formatos de vinilo ni en casete.
"Karl Sold the Truck" se refiere al bajista Karl Mueller vendiendo su camioneta Chevrolet en reemplazo de una furgoneta Dodge que sería su medio de transporte durante la gira de 1984.
Los 5 temas añadidos a la nueva versión fueron incluidos en el disco de la banda de 1986, que sólo salió en versión casete, Time's Incinerator.
El álbum fue producido por Bob Mould de la banda Hüsker Dü.

## Lista de canciones
Todas las canciones del álbum fueron escritas y compuestas por David Pirner. La primera versión en LP y casete constó de las siguientes nueve canciones:
| Lado A |                     |          |  |
| N.º    | Título              | Duración |  |
| 1.     | «Long Day»          | 2:37     |  |
| 2.     | «Voodoo Doll»       | 3:40     |  |
| 3.     | «Money Talks»       | 2:25     |  |
| 4.     | «Stranger»          | 3:40     |  |
| 5.     | «Sick Of That Song» | 0:49     |  |

| Lado B |                  |          |  |
| N.º    | Título           | Duración |  |
| 6.     | «Walking»        | 2:15     |  |
| 7.     | «Happy»          | 2:38     |  |
| 8.     | «Black And Blue» | 2:45     |  |
| 9.     | «Religiavision»  | 5:04     |  |
| 25:53  |                  |          |  |

Más tarde, para la versión en disco compacto se incluyeron otras cinco canciones:
| Versión en CD |                     |          |  |
| N.º           | Título              | Duración |  |
| 1.            | «Draggin Me Down»   | 2:08     |  |
| 2.            | «Long Day»          | 2:46     |  |
| 3.            | «Money Talks»       | 2:32     |  |
| 4.            | «Voodoo Doll»       | 3:42     |  |
| 5.            | «Stranger»          | 3:44     |  |
| 6.            | «Do You Know»       | 1:54     |  |
| 7.            | «Sick Of That Song» | 0:52     |  |
| 8.            | «Religiavision»     | 5:09     |  |
| 9.            | «Spacehead»         | 2:08     |  |
| 10.           | «Walking»           | 2:20     |  |
| 11.           | «Broken Glass»      | 2:23     |  |
| 12.           | «Masquerade»        | 5:16     |  |
| 13.           | «Happy»             | 2:45     |  |
| 14.           | «Black And Blue»    | 3:27     |  |
| 41:06         |                     |          |  |